# Бухарбаева, Галима
Галима Бухарбаева (узб. Galima Buxarboyeva, род. 7 июля 1974, Ташкент) — узбекская журналистка, известная своими репортажами о государственном авторитаризме и свидетельством очевидца беспорядков в Андижане 2005 года.

## Начало карьеры
Бухарбаева начала свою карьеру в качестве репортёра французского агентства Agence France Presse (AFP) и лондонского Института по освещению войны и мира (IWPR). Вместе с этими агентствами Бухарбаева освещала такие темы, как репрессии против исламских активистов, полицейские пытки и государственная поддержка преследований и насилия в отношении правозащитников и журналистов.
Её рассказы на эти темы оказались нежелательными для правительства Узбекистана, которое вскоре попыталось ограничить её возможности для репортажей. В 2002 году правительство отказало ей в продлении аккредитации в IWPR, а в 2003 году ей также было отказано в продлении аккредитации AFP. Тем не менее, она продолжала работать в IWPR, став его директором по Узбекистану. По словам Бухарбаевой, большую часть 2004 и 2005 годов офис организации находился под наблюдением правительственной машины без опознавательных знаков.

## Беспорядки в Андижане и последствия
В мае 2005 года в Андижане в течение нескольких недель проходили акции протеста в связи с неоднозначными судебными процессами над 23 бизнесменами, обвиняемыми в исламском экстремизме. После нескольких недель мирных демонстраций группа боевиков в масках напала на тюрьму, где содержались мужчины, в ночь на 12 мая, освободив их, а также протестующих, арестованных накануне. 13 мая десятки тысяч протестующих заблокировали дороги, взяв под свой контроль центр города. Небольшой процент из них был вооружён. Бухарбаева провела целый день, ведя репортажи в прямом эфире с площади Бобура для CNN, BBC News и других международных агентств.
В 18:00 по местному времени силовики сосредоточились для штурма, и солдаты начали стрелять по толпе протестующих из бронетранспортёров. Позже Бухарбаева описала резню в статье для Комитета защиты журналистов:

Без предупреждения солдаты открыли огонь по толпе. Тела падали, как скошенное сено, ряд за рядом. Люди из центра площади разбежались во все стороны, но солдаты перекрыли боковые улицы. Вертолёт с грохотом указывал на тех, кто пытался сбежать, войскам внизу. Я не знаю, как я убежала. Я просто побежала. «Они думают, что мы просто грязь», — крикнула мне женщина.
Оригинальный текст (англ.)Without warning, the soldiers opened fire into the crowd. Bodies fell like mown hay, row upon row. People in the center of the square ran in all directions, but soldiers had blocked off side streets. A helicopter clattered overhead, pointing out those trying to escape to the troops below. I don't know how I escaped. I just ran. "They think we are just dirt," a woman cried to me.
— 
Когда Бухарбаева добралась до безопасного места, она обнаружила, что пуля прошла через её рюкзак, оставив дыру в её пресс-карте и блокноте с Че Геварой.
Впоследствии Бухарбаева опросила других очевидцев, которые подтвердили, что солдаты расстреливали раненых, не сумевших бежать с площади. Сообщается, что тела женщин и детей убираются из поля зрения общественности и скрываются властями. На следующее утро она попыталась вернуться на площадь вместе с корреспондентом Reuters Шамилем Байгиным. Однако их перехватили вооружённые люди, которые доставили их в местное отделение милиции. Через два часа Бухарбаеву и Байгина отпустили с приказом покинуть город.
25 мая, через двенадцать дней после резни, правительственная газета «Правда Востока» обвинила Бухарбаеву и IWPR в подстрекательстве к андижанским беспорядкам. В статье рекомендовалось показать их фотографии по телевидению, «чтобы предостеречь от них граждан». Впоследствии Amnesty International опубликовала обращение от имени Бухарбаевой, Байгина и многих других журналистов. В сентябре правительство официально обвинило Бухарбаеву и других журналистов, освещавших массовое убийство, в «информационной поддержке терроризма».

## Изгнание
Затем Бухарбаева провела некоторое время в Кыргызстане, сначала в лагере для беженцев, а затем в Бишкеке, столице Кыргызстана, где оппозиционное сообщество приняло её как героя. Однако вскоре она уехала в США, опасаясь, что узбекистанские силы безопасности могут попытаться похитить её и вернуть в Узбекистан для показательного суда. Затем она получила премию Фулбрайта, чтобы получить степень магистра журналистики в Высшей школе журналистики Колумбийского университета. Находясь в США, она также свидетельствовала перед Хельсинкской комиссией Конгресса США о своих переживаниях в день массового убийства. В 2008 году, через три года после Андижана, она написала редакционную статью в New York Times, в которой обвинила западные страны в том, что они уже забыли это, начав нормализовать отношения с властью Каримова.
Бухарбаева работала главным редактором узбекского новостного сайта uznews.net. Сайт в течение нескольких лет оставался заблокирован на территории Узбекистана государственными органами. В 2014 году была взломана личная электронная почта Бухарбаевой и раскрыты имена её сотрудников из Узбекистана. Это вынудило её закрыть сайт. В 2016 году она запустила новую региональную новостную службу Centre1.com.
В 2007 году Бухарбаева была учредителем и председателем Реального союза журналистов Узбекистана.

## Признание
В 2005 году Бухарбаева получила Международную премию за свободу прессы Комитета защиты журналистов. В награде признаются опасности, с которыми она столкнулась в своих репортажах, и говорится, что она заработала «репутацию одного из самых откровенных журналистов Центральной Азии». В 2011 году Newsweek признал её «одной из десяти женщин-журналистов, которые рисковали своей жизнью» в работе над статьёй, заявив, что «её репортажи об авторитаризме Узбекистана привели к тому, что её объявили предательницей».

## Личная жизнь
Бухарбаева замужем за немецким журналистом Маркусом Бенсманном, который работает в швейцарской ежедневной газете Neue Zürcher Zeitung. Бенсманн, в то время бойфренд Бухарбаевой, также присутствовал при андижанских убийствах и впоследствии был объявлен правительством Узбекистана террористом. В настоящее время они живут в Дюссельдорфе, Германия.